# Агапіт Печерський
Агапі́т Пече́рський (також іноді — Агапій; ? — 1095) — чернець Києво-Печерської лаври, відомий як цілитель тяжких захворювань.

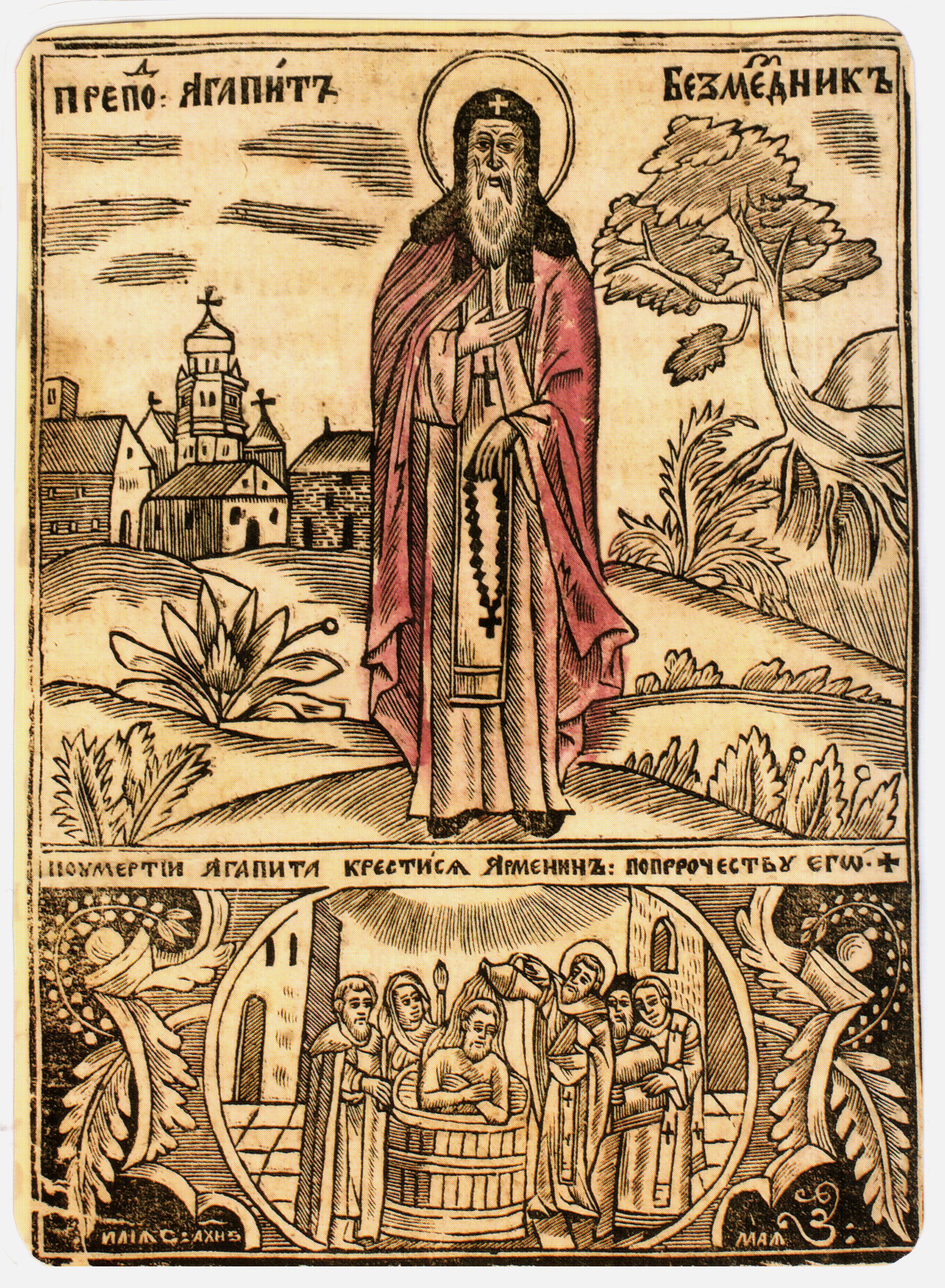
Агапіт Печерський

Жив у другій половині XI століття. Агапіт лікував за допомогою молитви. Вилікував Володимира Мономаха. Був прозваний «безмездником», оскільки не брав за лікування платні.
У Патерику Києво-Печерському, єдиному джерелі про Агапіта, сказано: «Прозван бысть лечец». Патерик розповідає, що один лікар-вірменин, який також мав значну практику, спочатку з недовірою ставився до Агапіта, але, побачивши на власні очі численні зцілення пацієнтів, переконався у силі його лікування, прийняв православ'я і став ченцем Києво-Печерського монастиря.
Похований у Ближніх печерах Києво-Печерської лаври. Канонізований православною церквою як преподобний.
Дата святкування пам'яті преподобного Агапіта Печерського — 14 червня (за старим стилем: 1 червня).
З 1998 року у Києві на Шулявці діє Храм преподобного Агапіта Печерського; з 2006 році у новозбудованій дерев'яній церкві на території Парку імені Пушкіна.
Всеукраїнська Асоціація інфекціоністів нагороджує медаллю Агапіта Печерського за видатні заслуги в українській інфектології.

В акафісті всім Печерським преподобним про нього сказано: 
|  | «Силою і благодаттю, даною тобі від Бога, в житті Твоєму, Агапіте блаженний, хвороби різні ти лікував. Благодать ця і сила в тобі і сьогодні присутня, навіть і примножилась. Тому молимо тебе, зціли недуги наші, вилікуй пристрасті душевні і тілесні, щоб ми зі здоровими тілом і душею взивали до Христа, що прославив тебе: Алилуя». |

## Життя Агапіта Печерського
Патерик Києво-Печерський про Агапіта:

| Коли преподобний отець наш Антоній Печерський був прославлений даром зцілення, прийшов до нього в печеру з Києва блаженний Агапіт, бажаючи отримати душевне зцілення через постриг в чернечий чин; удостоївшись бажаного, він всім серцем наслідував янголоподібне життя преподобного Антонія, керуючись його настановами. Агапіт був очевидцем того, як цей великий чоловік сам служив хворим і зцілював їх своєю молитвою, при цьому приховуючи дарування, дане молитві його, вручав недужих під виглядом ліків трави від їжі своєї. Бачачи це, блаженний Агапіт почав допомагати святому старцю в подвигах та трудився і так багато років; коли захворював хтось з братії, блаженний залишав келію свою, в якій не було нічого, що можна було б викрасти, приходив до хворого брата і служив йому: піднімав його, укладав, виносив на своїх руках, і невпинно благав Бога про зцілення недужих; якщо ж хвороба іноді і затягувалася, то через це Господь бажав помножити віру і посилити молитву раба Свого Агапіта. Наслідуючи подвигам преподобного Антонія, блаженний Агапіт сподобився бути учасником і рівним з ним благодаті: молитвою своєю він зціляв усіх недужих, також подаючи їм трави, які варив в їжу собі, за що, власне, і був прозваний лікарем. Про нього поширювалися чутки в Києві, і багато недужих приходило до нього та залишали здоровими. У той час жив у Києві якийсь лікар, походженням і вірою вірменин, настільки вправний у своїй справі, що раніше не було рівного йому. Досить було йому глянути на хворого смертною хворобою, як він негайно впізнавав і оголошував день і годину його смерті, і завжди безпомилково; такого хворого він вже ні за що не хотів лікувати. Один з болящих такого роду, перший боярин у великого князя Всеволода, якого вірменин залишив у відчаї, передбачивши смерть через вісім днів, був принесений до Печерського монастиря. Але блаженний Агапіт, помолившись за нього, дав йому в їжу трав, які куштував сам і зцілив його; і негайно пройшла про нього слава по всій землі. Вірменин, вражений стрілою заздрості, почав докоряти блаженного і послав до Печерського монастиря одного засудженого на смерть, який повинен був прийняти перед Агапітом отруту і померти. Блаженний, бачачи цю людину вмираючою, дав йому з молитвою про нього тієї трави, яку куштував сам, і цим врятував від смерті приреченого на смерть. З тих пір вірменин особливо розізлився на блаженного і підмовив своїх одновірців подати самому Агапіту питво з домішкою смертельної отрути; блаженний же прийняв і залишився неушкодженим. "Знає Господь як рятувати побожних від спокуси" (2Пет.2: 9) по слову Своєму: "якщо що смертоносне вип'ють, не зашкодить їм" (Мрк.16: 18). Потім захворів в Чернігові князь Володимир Всеволодович Мономах. Вірменин хоча і старанно лікував його, але безуспішно, так що недуга все більшала і більшала. Вже будучи при метрі, князь просив тодішнього ігумена Печерського Іоанна прислати до нього в Чернігів для лікування блаженного Агапіта. Ігумен призвав його і сповістив про прохання князя, але блаженний Агапіт, якого ніхто ще ніхто не бачив виходячого з воріт монастиря для лікування, зі смиренням сказав: - Якщо я піду для цієї справи до князю, то і до всіх повинен йти. Прошу тебе, отче, не спонукай мене виходити за монастирські ворота заради слави людської, уникати якої обіцяв я перед Богом до останнього подиху. Якщо дозволиш, краще я піду в іншу країну і потім знову повернуся сюди, коли мине ця потреба. Посланець князя, переконавшись, що не в змозі прикликати до свого господаря самого блаженного Агапіта, почав просити, щоб він дав хоча б трав для лікування. За переконанням ігумена, блаженний дав посланцеві трав від їжі своєї; їх принесли князю, останній скуштував і негайно видужав, по молитвам блаженного. Тоді князь Володимир Мономах прийшов сам до Печерського монастиря, бажаючи бачити того, через кого Бог повернув йому здоров'я; він ніколи не зустрічався раніше з блаженним і тепер хотів вшанувати його, щедро обдарувавши. Але Агапіт, не бажаючи земної слави, зник; тоді князь віддав ігумену принесене для угодника Божого золото. Але трохи згодом, той же Володимир знову послав одного зі своїх бояр з багатьма дарами до блаженного Агапіта. Посланець знайшов святого Агапіта в келії і поклав перед ним подарунки князя. Блаженний сказав йому: - Чадо, ніколи, ні від кого і нічого не брав я (за зцілення), тому що зціляв силою не власною, але Христовою; не жадаю цього і нині. Боярин відповідав: - Отче. Той, Хто послав мене знає, що ти нічого не вимагаєш; але благаю тебе прийми це, щоб утішити сина твого, якому Бог через тебе дарував здоров'я; дар же віддай, якщо тобі завгодно, жебракам. Старець відповів йому: - Якщо ти так говориш, то прийму з радістю. Скажи тому, хто послав тебе, що і інше, що у нього є, - чуже, і нічого не візьме він з собою, коли буде розлучатися з життям; тому нехай і інше роздасть він убогим. Бо Сам Господь, Який знаходиться серед знедолених, позбавив його від смерті, я ж сам по собі ніякого успіху не мав би; і прошу, щоб він не ослухався цих настанов моїх, щоб не постраждати більш сильніше. З такими словами блаженний Агапіт взяв принесене золото і вийшов з ним з келії, як би для того, щоб заховати його; виніс і кинув, сам же втік і сховався. Через деякий час боярин вийшов, побачив кинуті перед воротами дари, підняв і віддав ігумену Іоану. Повернувшись до князя, він розповів йому все що бачив у блаженного і що чув від нього; і всі зрозуміли, що це - істинний раб Божий, який шукає нагороди від одного Бога, а не від людей. Князь же, не наважуючись не послухатися святого, почав роздавати бідним щедру милостиню. Після багатьох богоугодних трудів і подвигів, впав у хворобу і сам безкорисливий лікар, блаженний старець Агапіт. Дізнавшись про це, вищезгаданий лікар вірменин прийшов відвідати його і почав сперечатися з ним по лікарському мистецтву, запитуючи, яким засобом лікується недуга Агапіта. Блаженний відповідав: - Тим, яким подає здоров’я Сам Господь, лікар душі і тіла. Вірменин вважав його абсолютно необізнаним в лікування і сказав, тим що супроводжували його: Він нічого не розуміє в нашому мистецтві. Потім, взяв його за руку і сказав: - Кажу правду: на третій день він помре; якщо зміниться слово моє, то я зміню життя моє, і сам стану таким же ченцем. Блаженний з запалом сказав: - Так ось який спосіб твого лікування: більше говорити про смерть, ніж про допомогу! Якщо ти вправний, дай мені життя; якщо не можеш цього, навіщо принижуєш мене і судиш на смерть в третій день? Мене ж сповістив Господь, що через три місяці відійду я до Нього. Знову сказав йому вірменин: - Ось ти вже весь змінився; такі ніколи не живуть довше трьох днів. Святий Агапіт дійсно був в крайній знемозі, так що без сторонньої допомоги не міг навіть рушити. Тим часом до блаженного Агапіта, самому сильно хворіючому, принесли для зцілення хворого з Києва. Блаженний з Божою допомогою негайно встав, як би і зовсім не хворів, взяв звичайну свою траву, яку куштував, і показав вірменину, кажучи: Ось трава, якою я лікарюю: дивись і розумій. Той, подивившись, сказав святому: Це не з тутешніх трав, але, думаю, з Олександрії. Блаженний, засуджуючи невігластво його, дав хворому скуштувати трави, помолився і негайно зробив його здоровим. Потім він сказав вірменину: - Син мій, прошу тебе, скоштуй цієї трави зі мною, якщо хочеш, бо нічим іншим не можу пригостити тебе. - Отче, відповідав йому вірменин - ми в цьому місяці постимо чотири дні, і тепер я тримаю піст. Почувши це, блаженний запитав його: Хто ти, і якої віри? Той відповідав: Хіба ти не чув про мене, що я вірменин? Тоді блаженний сказав йому: - Як же ти наважився увійти сюди і осквернити мою келію, та ще тримаєш мене за грішну мою руку? Вийди від мене, іновірний і нікчемний. І той, осоромлений, пішов. Після того блаженний Агапіт прожив, як передрік раніше, три місяці і, трохи похворівши, відійшов до Господа. Будучи на землі лікарем безвідплатним, він прийняв велику нагороду вже на небі, де немає хвороб. Братія приготували до поховання чесне тіло його і зі звичайним співом поклали в печері преподобного Антонія. Після смерті святого, прийшов вірменин в Печерський монастир і сказав ігумену: - Відтепер я залишаю вірменську єресь і істинно вірую в Господа Ісуса Христа, для Якого бажаю працювати в святому чернечому чині. Блаженний Агапіт з'явився мені та сказав: - Ти обіцяв прийняти чернечий образ; якщо збрешеш, то вб'єш життя і душу. Я вірую, що з'явився мені святий, і якби хотів він довше жити тут, то дарував би це йому Бог. Я думав, що він не переживе трьох днів, а Бог дав йому три місяці, а якби він хотів, то жив би і три роки. Але я думаю, що сам він, як святий, захотів залишити нас, прагнучи в Царство святих і якщо приставив його Бог з тимчасового життя в цій обителі, за те дарував йому життя вічне в обителях небесних. Тому бажаю скоріше виконати повеління цього святого чоловіка. Ігумен, вислухавши вірменина, постриг його в чернечий образ і довго наставляв лікарюванню тілес, щоб він, наслідуючи блаженного Агапіта, вмів врачувати свою душу. Вірменин трудився по-Божому і, провівши решту життя в тому ж Печерському монастирі, тут же прийняв блаженну кончину, віддавши душу свою в руки лікаря душ і тілес, Господа нашого Ісуса Христа, славимого з безначальним Отцем і з Пресвятим, благим і животворящим Духом, нині і повсякчас, і на віки віків. Амінь.[4] |